# Sebbe Als
Le Sebbe Als est le nom donné à une réplique d'épaves de bateaux viking découvertes dans le fjord de Roskilde. Il est le plus ancien des bateaux viking reconstruits au Danemark. C'est un petit navire de guerre de type Snekkja.

Son port d'attache est Augustenborg au Danemark.

## Histoire
Ce bateau nommé Sebbe Als, construit de 1967 à 1969, a été réalisé par des bénévoles selon un plan original et avec le même type d'outil que les anciens vikings (comme des herminettes) et les conseils du Vikingeskibsmuseet (Musée des navires vikings de Roskilde). Le but de l'association Vikingeskibslaget SEBBE ALS, qui gère cette réplique, était de pouvoir tester les propriétés des bateaux vikings et l'envie de naviguer seulement à la voile et à la rame.

Depuis son lancement en 1969, le navire a effectué de nombreux voyages comme navire-ambassadeur :
- Navigation jusqu'au fleuve Hudson à New-York pour le bicentenaire de l'Indépendance des États-Unis le 4 juillet 1976.
- Anniversaire des 150 ans de l'Indépendance de la Belgique en Juin 1980.
- Anniversaire des 900 ans de Newcastle en Juillet 1980, sur la rivière Tyne.
- Anniversaire des 1000 ans de Dublin en Juillet 1988, sur la rivière Liffey.

Il participe aussi à de nombreux rassemblements de navires traditionnels. Le bateau et son équipage sont souvent utilisés comme des acteurs dans des films ou des productions télévisées au sujet de l'âge des Vikings.